# Biathlon na Zimowych Światowych Wojskowych Igrzyskach Sportowych 2013 – sprint drużynowo kobiet

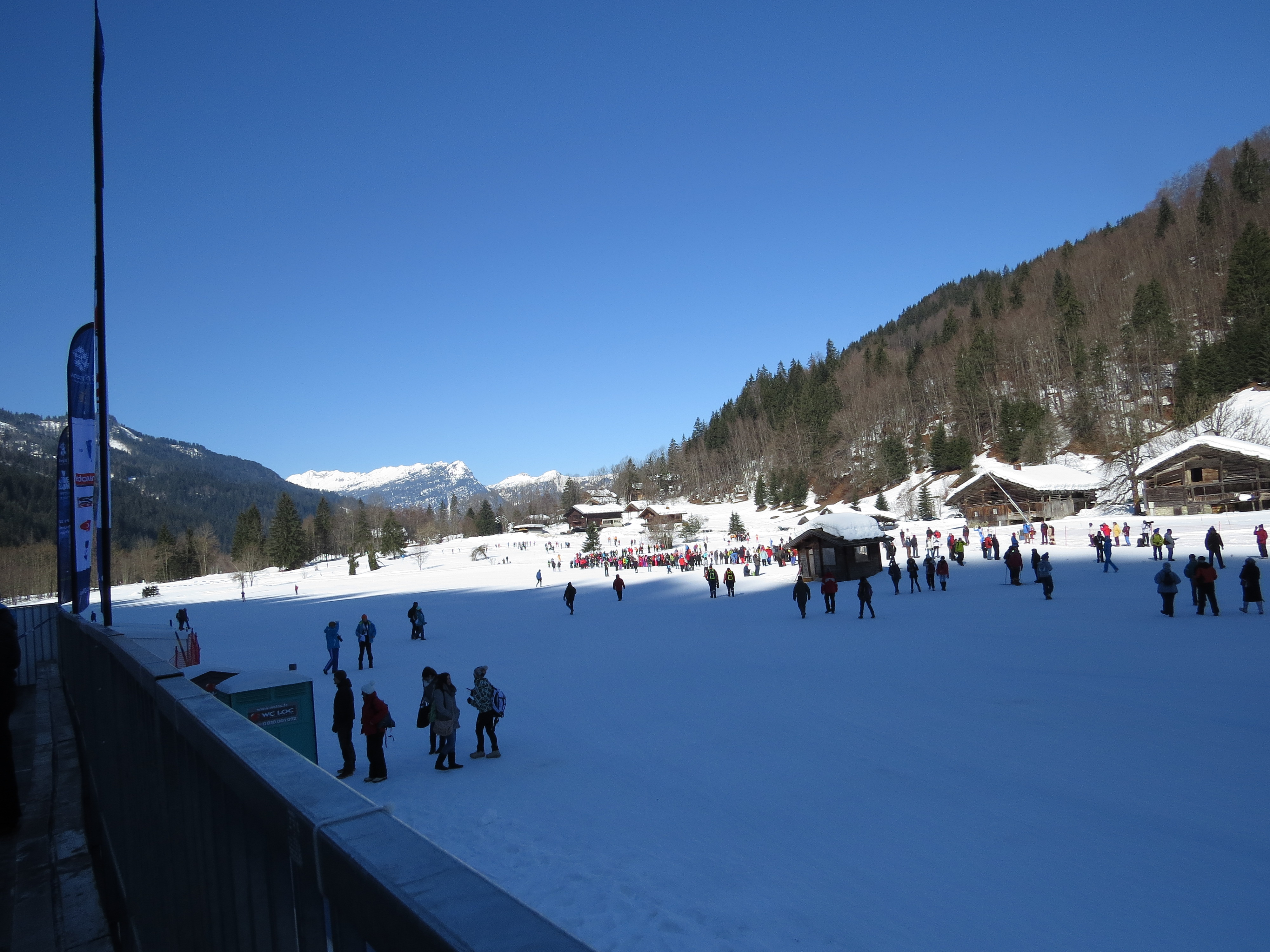
Annecy 2013 Trasa biathlonowa

Sprint drużynowy kobiet na 2. Zimowych Światowych Wojskowych Igrzyskach Sportowych – jedna z zimowych konkurencji sportowych rozgrywanych podczas zimowych igrzysk wojskowych w Annecy w dniu 27 marca 2013.
Biathlon kobiet – zimowa dyscyplina sportowa, łącząca bieg narciarski na dystansie 7,5 km ze strzelaniem odbył się Ośrodku biathlonowy w Le Grand-Bornand. Mistrzostwo zimowych igrzysk wojskowych zdobyły Włoszki. Na drugie miejsce stopniu podium uplasowały się Francuzki, a Niemki na trzecim. W zawodach wzięły udział Polki Krystyna Pałka, Paulina Bobak i Magdalena Gwizdoń, które zajęły 5. miejsce.

## Terminarz
| Harmonogram przebiegu konkurencji | Harmonogram przebiegu konkurencji | Harmonogram przebiegu konkurencji | Harmonogram przebiegu konkurencji |
| Data                              | Godzina (UTC+01:00)               | CET                               | Wydarzenie                        |
| --------------------------------- | --------------------------------- | --------------------------------- | --------------------------------- |
| 27 marca 2013(dts)                | 12:00                             | 12:00                             | Finał                             |

## Medaliści
| Złoto                                                      | Srebro                                                    | Brąz                                                                    |
| Drużyna/Zawodniczka                                        | Drużyna/Zawodniczka                                       | Drużyna/Zawodniczka                                                     |
|                                                            |                                                           |                                                                         |
| Włochy · Karin Oberhofer · Michela Ponza · Dorothea Wierer | Francja · Marine Bolliet · Anaïs Bescond · Sophie Boilley | Niemcy · Evi Sachenbacher-Stehle · Helena Gnaedinger · Carolin Hennecke |